# Soft Cell
Soft Cell är en brittisk syntpopduo bildad i Leeds 1979 av Marc Almond och Dave Ball.
Gruppen är mest känd för hiten "Tainted Love", en cover på Gloria Jones låt med samma namn, som också Marilyn Manson senare spelat in. Soft Cell skivdebuterade med en EP 1980 men slog igenom året därpå med singeln "Tainted Love". Duon har hittills släppt fem studioalbum samt ett remixalbum. Musikaliskt inspireras Soft Cell av northern soul, disco och glamrock. Texterna handlade mycket om sexlivets skuggsidor. Gruppen hade initialt en kort men framgångsrik karriär. Efter en rad sido- och soloprojekt återbildades duon 2001. Soft Cell annonserade i februari 2018 att de skulle göra sin sista spelning i september 2018. Trots det släppte man 2022 albumet Happiness Not Included.

## Diskografi
Studioalbum
- Non-Stop Erotic Cabaret (1981)
- Non-Stop Ecstatic Dancing (1982)
- The Art of Falling Apart (1983)
- This Last Night in Sodom (1984)
- Cruelty Without Beauty (2002)
- Happiness Not Included (2022)

Livealbum
- Live (2003)
- At the BBC (2003)
- Say Hello Wave Goodbye: Live (2005)

Samlingsalbum
- The Singles (1986)
- Memorabilia – The Singles (1991)
- Down in the Subway (1994)
- The Twelve Inch Singles  (2001)
- The Very Best of Soft Cell (2002)
- Heat: The Remixes (2CD collection of new remixes) (2008)